# Kristina Menissov
Kristina Menissov es una modelo y cantante kazaja radicada en los Estados Unidos. Durante su carrera ha aparecido en las páginas de revistas como Vogue, Glamour, Harper's Bazaar y Elle, y ha trabajado con marcas y diseñadores como Cartier, Chopard, Yves Saint Laurent, Balmain y Michael Costello. A comienzos de la década de 2020 inició una carrera como cantante solista.

## Biografía

### Carrera como modelo
Menissov nació en Alma Ata, Kazajistán. Radicada en los Estados Unidos desde mediados de la década de 2010, inició su carrera como modelo profesional en el año 2017, y desde entonces ha registrado apariciones en revistas especializadas como Elle, Glamour, Harper's Bazaar y Vogue, en esta última compartiendo portada con la modelo y actriz kazaja Zarina Yeva. Ha realizado campañas publicitarias para marcas como Chopard, Cartier, Michael Costello, Balmain, Roberto Cavalli, Yves Saint Laurent, Michael Ngo, Nia Lynn y Jovani Dresses, además de desfilar en las pasarelas en las semanas de la moda de Miami y Los Ángeles.
En 2018 apareció como invitada en el programa de entrevistas Models Talk, y dos años después protagonizó el videoclip de la canción «Ibiza» del rapero estadounidense Tyga.

### Carrera musical
Graduda del Conservatorio de Alma Ata y entrenada musicalmente en Italia, Menissov inició su trayectoria como cantante solista a comienzos de la década de 2020. Con la colaboración del productor Andrew Lane, conocido por su trabajo con artistas como Irene Cara y Backstreet Boys, publicó su primer sencillo, titulado «Taking Over L.A.» en julio de 2020. En abril de 2021 grabó con la cantante y DJ italiana Marzia Dorlando la canción «Breakout», y a finales de ese año la revista Glamour anunció que se encontraba trabajando en un nuevo sencillo con la modelo y cantante Darian Dali, bajo la producción de Lane. Además, ha registrado otras colaboraciones musicales con artistas como DJ Umberto y Gipsy Kings.